# Лазьнисько
Лазьнисько (пол. Łaźnisko) — село в Польщі, у гміні Шудзялово Сокульського повіту Підляського воєводства.
Населення — 81 особа (2011).
У 1975-1998 роках село належало до Білостоцького воєводства.

## Демографія
Демографічна структура станом на 31 березня 2011 року:
|          | Загалом | Допрацездатний вік | Працездатний вік | Постпрацездатний вік |
| -------- | ------- | ------------------ | ---------------- | -------------------- |
| Чоловіки | 38      | 4                  | 23               | 11                   |
| Жінки    | 43      | 9                  | 15               | 19                   |
| Разом    | 81      | 13                 | 38               | 30                   |